# Therenia
Therenia is een mosdiertjesgeslacht uit de  familie van de Escharinidae en de orde Cheilostomatida.

## Soorten
- Therenia cryptooecium Berning, Tilbrook & Rosso, 2008
- Therenia peristomata Berning, Tilbrook & Rosso, 2008
- Therenia porosa (Smitt, 1873)
- Therenia rosei Berning, Tilbrook & Rosso, 2008